# جيسي لي هارتمان
جيسي لي هارتمان (بالإنجليزية: Jesse Lee Hartman)‏ هو سياسي أمريكي، ولد في 18 يونيو 1853 في مقاطعة هنتينغدون في الولايات المتحدة، وتوفي في 17 فبراير 1930 في الولايات المتحدة. حزبياً، نشط في الحزب الجمهوري. وقد انتخب عضو مجلس النواب الأمريكي.